# Nuoto in acque libere ai campionati mondiali di nuoto 2017 - 10 km maschili
La gara dei 10 km in acque libere maschile dei campionati mondiali di nuoto 2017 è stata disputata il 18 luglio nelle acque del lago Balaton, nella regione ungherese del Transdanubio, a partire dalle ore 10:00. Alla gara hanno preso parte 65 atleti provenienti da 38 nazioni.
La competizione è stata vinta dal nuotatore olandese Ferry Weertman, mentre l'argento e il bronzo sono andati rispettivamente allo statunitense Jordan Wilimovsky e al francese Marc-Antoine Olivier.

## Risultati
| Posizione | Atleta                | Nazionalità   | Tempo     | Ritardo  |
| --------- | --------------------- | ------------- | --------- | -------- |
| 1         | Ferry Weertman        | Paesi Bassi   | 1h51'58"5 | -        |
| 2         | Jordan Wilimovsky     | Stati Uniti   | 1h51'58"6 | +0"1     |
| 3         | Marc-Antoine Olivier  | Francia       | 1h51'59"2 | +0"7     |
| 4         | Jack Burnell          | Gran Bretagna | 1h52'00"8 | +2"3     |
| 5         | Kristóf Rasovszky     | Ungheria      | 1h52'01"7 | +3"2     |
| 6         | David Aubry           | Francia       | 1h52'01"9 | +3"4     |
| 7         | Simone Ruffini        | Italia        | 1h52'07"7 | +9"2     |
| 8         | Evgenij Dratcev       | Russia        | 1h52'10"1 | +11"6    |
| 9         | Brendan Casey         | Stati Uniti   | 1h52'18"6 | +20"1    |
| 10        | Federico Vanelli      | Italia        | 1h52'21"0 | +22"5    |
| 11        | Krzysztof Pielowski   | Polonia       | 1h52'24"5 | +26"0    |
| 12        | Christian Reichert    | Germania      | 1h52'29"3 | +30"8    |
| 13        | Chad Ho               | Sudafrica     | 1h52'29"9 | +31"4    |
| 14        | Ventsislav Aydarski   | Bulgaria      | 1h52'30"2 | +31"7    |
| 15        | Vitaliy Khudyakov     | Kazakistan    | 1h52'30"8 | +32"3    |
| 16        | Shahar Resman         | Israele       | 1h52'32"6 | +34"1    |
| 17        | Jack Brazier          | Australia     | 1h52'32"8 | +34"3    |
| 18        | Marcel Schouten       | Paesi Bassi   | 1h52'33"1 | +34"6    |
| 19        | Kirill Abrosimov      | Russia        | 1h52'35"5 | +37"0    |
| 19        | Fernando Ponte        | Brasile       | 1h52'35"5 | +37"0    |
| 21        | Dániel Székelyi       | Ungheria      | 1h52'35"7 | +37"2    |
| 22        | Guillermo Bertola     | Argentina     | 1h52'35"9 | +37"4    |
| 23        | Richard Weinberger    | Canada        | 1h52'36"0 | +37"5    |
| 24        | Caleb Hughes          | Gran Bretagna | 1h52'37"0 | +38"5    |
| 25        | Zu Lijun              | Cina          | 1h52'38"1 | +39"6    |
| 26        | Rob Muffels           | Germania      | 1h52'38"1 | +39"6    |
| 27        | Joaquín Moreno        | Argentina     | 1h52'39"9 | +41"4    |
| 28        | Philippe Guertin      | Canada        | 1h52'40"6 | +42"1    |
| 29        | Allan do Carmo        | Brasile       | 1h52'40"7 | +42"2    |
| 30        | Ivan Enderica Ochoa   | Ecuador       | 1h52'57"7 | +59"2    |
| 31        | Johndry Segovia       | Venezuela     | 1h53'39"6 | +1'41"1  |
| 32        | David Brandl          | Austria       | 1h54'24"3 | +2'25"8  |
| 33        | Matěj Kozubek         | Rep. Ceca     | 1h54'24"6 | +2'26"1  |
| 34        | Ihor Chervynskyy      | Ucraina       | 1h54'27"2 | +2'28"7  |
| 35        | An Jiabao             | Cina          | 1h54'27"5 | +2'29"0  |
| 36        | Tamás Farkas          | Serbia        | 1h54'34"0 | +2'35"5  |
| 37        | Juan Segovia          | Venezuela     | 1h54'37"0 | +2'38"5  |
| 38        | Asterios Daldogiannis | Grecia        | 1h54'39"1 | +2'40"6  |
| 39        | Georgios Arniakos     | Grecia        | 1h54'52"3 | +2'53"8  |
| 40        | Yasunari Hirai        | Giappone      | 1h54'52"9 | +2'54"4  |
| 41        | David Castro          | Ecuador       | 1h54'56"4 | +2'57"9  |
| 42        | Marwan El-Amrawy      | Egitto        | 1h55'01"5 | +3'03"0  |
| 43        | Ihor Snitko           | Ucraina       | 1h55'06"0 | +3'07"5  |
| 44        | Taiki Nonaka          | Giappone      | 1h55'14"1 | +3'15"6  |
| 45        | Nico Manoussakis      | Sudafrica     | 1h56'30"0 | +4'31"5  |
| 46        | Vít Ingeduld          | Rep. Ceca     | 1h57'59"8 | +6'01"3  |
| 47        | Fernando Betanzos     | Messico       | 1h58'16"0 | +6'17"5  |
| 48        | Shai Toledano         | Israele       | 1h58'23"3 | +6'24"8  |
| 49        | Evgenij Pop Acev      | Macedonia     | 1h59'55"6 | +7'57"1  |
| 50        | Haythem Abdelkhalek   | Tunisia       | 1h59'58"2 | +7'59"7  |
| 51        | Bence Balzam          | Serbia        | 2h00'01"4 | +8'02"9  |
| 52        | Arturo Pérez          | Messico       | 2h00'53"4 | +8'54"9  |
| 53        | Rodrigo Caballero     | Bolivia       | 2h01'59"1 | +10'00"6 |
| 54        | Pedro Pinotes         | Angola        | 2h03'26"5 | +11'28"0 |
| 55        | Sin Chin Ting Keith   | Hong Kong     | 2h04'38"1 | +12'39"6 |
| 56        | Kenessary Kenenbayev  | Kazakistan    | 2h05'14"0 | +13'15"5 |
| 57        | Peter Gutyan          | Slovacchia    | 2h06'07"0 | +14'08"5 |
| 58        | Marek Pavuk           | Slovacchia    | 2h07'14"9 | +15'16"4 |
| 59        | Frank Ojarand         | Estonia       | 2h08'03"0 | +16'04"5 |
| 60        | Youssef Hossameldeen  | Egitto        | 2h09'25"3 | +17'26"8 |
| 61        | Tse Tsz Fung          | Hong Kong     | 2h09'32"4 | +17'33"9 |
| 62        | Zedheir Torrez        | Bolivia       | 2h10'34"1 | +18'35"6 |
| 63        | Emilio Avila          | Guatemala     | 2h12'56"8 | +20'58"3 |
| 64        | Omkumar Tokalkandiga  | India         | 2h13'52"1 | +21'53"6 |
| 65        | Cristofer Lanuza      | Costa Rica    | 2h15'41"2 | +23'42"7 |